# Église Saint-Martin d'Argentine
Pour les articles homonymes, voir Église Saint-Martin.
L'église Saint-Martin est une église catholique située à La Rochebeaucourt-et-Argentine, en France.

## Localisation
L'église est située dans le département français de la Dordogne, sur la commune de La Rochebeaucourt-et-Argentine.

## Historique
Dès le 11e siècle, il existait une communauté religieuse qui, peu à peu, dut s'agrandir et devenir une petite abbaye. L'église est à peu près intacte, mais les bâtiments conventuels ont aujourd'hui disparu. Sous sa forme actuelle, l'église présente trois étapes de construction. Du 11e siècle, il reste une travée de chœur et le clocher qui la surmonte. Au 12e siècle, le chœur semi-circulaire dut être agrandi et voûté en cul de four. Enfin, au 15e siècle, la nef fut agrandie et un bas-côté lui fut ajouté au nord. Au 17e siècle, le maître autel fut aménagé dans la travée médiane du bas-côté. L'ensemble est élevé en belles pierres de taille régulièrement assisées et couvert en tuiles canal.
L'édifice est classé au titre des monuments historiques en 1974.